# Ундиладзе, Дауд-хан
Дауд-хан, также Давуд Аллахверди (груз.: დაუდ-ხანი, фарси: داوود خان) — сефевидский военачальник и политический деятель грузинского происхождения, занимавший пост губернатора (бегларбега) Гянджи и Карабаха с 1627 по 1633 год. Из рода Ундиладзе.

## Биография
Дауд-хан был сыном Аллахверди-хана, бывшего гуляма из грузинского рода Ундиладзе, который сумел достичь больших высот в Сефевидской Персии при персидском шахе Аббасе I (годы правления 1588—1629).
Дауд-хан, в отличие от своего отца Аллахверди, и своего старшего брата, Имам-Кули-хана Ундиладзе, имел более тесные связи со страной своего происхождения; он был женат на царевне Елене, сестре царя Кахетии Теймураза I (Тахмурас хана), и состоял в дружеских отношениях с грузинским военачальником Георгием Саакадзе (Мурав-бегом).
Дауд-хан Ундиладзе пытался выступить посредником в конфликте между Аббасом I и непокорными грузинскими подданными шаха. После смерти Аббаса в 1629 году шах Сафи стал преемником, наставник нового шаха и ещё один влиятельный грузин при дворе Сефевидов, Хосро-Мирза (будущий царь Картли Ростом-хан), сумел оттеснить соперничающий клан Ундиладзе и убедил шаха отстранить Дауд-хана от меджлиса в 1630/31 году.
В 1633 году, встревоженный политическими чистками в иранской правящей элите, Дауд бежал в Грузию, где, по-видимому, подстрекал своего шурина Теймураза I возобновить восстание против Сефевидов. Дауд утверждал, что один из его братьев на самом деле был сыном покойного шаха Аббаса I и что он, имея под своим командованием 30 000 солдат, уже завоевал весь Фарс, Бахрейн, Лар, Ормуз, Хузестан, Арабестан и Ховейзе.
Теймураз и Дауд начали нападать на персидские гарнизоны в Грузии и вблизи неё и совершили несколько набегов на Гянджу, которой Дауд-хан был лишен после своего бегства в Грузию.
Царь Кахетии Теймураз отказался выдать Дауда шаху, и предоставил ему свободный проход в османские владения. С тех пор он исчезает из записей.
Его брат и племянники были уничтожены, а сыновья Дауда кастрированы по приказу шаха, что в значительной степени положило конец карьере этой прославленной ирано-грузинской семьи.

## Наследие
Помимо своей военной и административной карьеры, Дауд хан заказал несколько строительных проектов и покровительствовал католическим миссионерам в Грузии и Гяндже.